# Bella Poarch
Denarie Bautista Taylor (sinh ngày 8 tháng 2 năm 1997), nghệ danh Bella Poarch (/pɔːrtʃ/ PORCH), là một nhân vật mạng xã hội và ca sĩ người Mỹ. Ngày 17 tháng 8 năm 2020, cô đăng tải một video lên TikTok và biến nó trở thành video có nhiều lượt xem nhất trên nền tảng này, trong đó Bella nhép theo bài hát "Soph Aspin Send" của rapper người Anh Millie B. Tháng 5 năm 2021, cô phát hành đĩa đơn đầu tay "Build a Bitch".
Tính đến  ngày 2 tháng 3 năm 2022, Bella Poarch có hơn 88,1 triệu người theo dõi trên TikTok, là cá nhân có lượng người theo dõi cao thứ tư trên nền tảng này, đứng sau Charli D'Amelio, Khaby Lame và Addison Rae. Cô còn nắm giữ kỷ lục là người sở hữu video có nhiều lượt thích nhất trên TikTok, với hơn 50 triệu lượt thích. Cũng trong năm 2021, cô ký hợp đồng thu âm nhạc với Warner Records.

## Tiểu sử
Bella Poarch được sinh ra tại Philippines vào ngày 8 tháng 2 năm 1997, bố mẹ đẻ của cô là người Philippines. Bella được nuôi dưỡng bởi bà của mình tại một khu ổ chuột cho đến khi lên ba và sau đó được gia đình bây giờ nhận nuôi. Bố nuôi của cô là một người Mỹ da trắng từng phục vụ trong Quân đội Hoa Kỳ và mẹ nuôi của cô là người Philippines; hai người gặp nhau tại Ả Rập Saudi, nơi bố nuôi của cô đóng quân, trước khi định cư ở Philippines. Trong một cuộc phỏng vấn, Bella kể lại rằng cô và người anh nuôi của mình từng bị bạo hành nặng nề suốt tuổi thơ của mình, mãi cho đến khi cô gia nhập quân đội. Cô sống tại một trang trại với gia đình của mình: hai chị gái (nhận nuôi), bố mẹ nuôi, và anh trai. Bella chịu trách nhiệm nhiều việc tại trang trại, từ lúc cô mới 7 tuổi. Cô nhớ lại rằng những người chị nuôi của mình không nhận được sự đối xử như cô. Bella Poarch nói bố cô có hành vi bạo hành bằng lời và hành động, trong khi mẹ cô thì không tham gia. Gia đình cô (ngoại trừ hai người chị gái vẫn sống ở Philippines) chuyển tới San Francisco sống cùng người cô trong vài tháng trước khi chuyển tới Texas khi Bella Poarch 13 tuổi vì bố cô cần phẫu thuật bắc cầu mạch vành. Tại đây Bella Poarch ít bị bạo hành hơn, nhưng vẫn bị bạo hành tinh thần tại nhà.

## Sự nghiệp
Tháng 1 năm 2020, Bella Poarch tạo tài khoản TikTok của mình. Cô bắt đầu hoạt động tích cực hơn trên TikTok từ tháng 4 năm 2020, đăng tải những nội dung có chủ đề gaming và cosplay. Bella bắt đầu được chú ý từ tháng 8 năm 2020, khi những video hát nhép theo nhạc của cô trở nên nổi tiếng, nổi bật là video Bella nhép theo bài hát "Sophie Aspin Send" của Millie B. Video quay cận mặt Bella đang nhép và nhún theo điệu nhạc trở nên nổi tiếng và trở thành một trong những video có nhiều lượt thích nhất từ trước đến nay trên TikTok. Tiếp nối sự thành công trên nền tảng này, cô mở kênh YouTube và trang Twitter một tháng sau khi gia nhập TikTok.
Bella Poarch cũng được biết đến cùng với món đồ chơi lạc đà Alpaca nhồi bông của mình. Năm 2020, cô phát hành dòng quần áo giới hạn RIPNDIP x Paca Collaboration.
Tháng 12 năm 2020, mức độ nổi tiếng của Bella đạt đỉnh điểm khi cô được hai tổ chức Esports chuyên nghiệp lớn - 100 Thieves và FaZe Clan để ý, họ muốn cô, một live streamer và gamer tại thời điểm đó, làm người sáng tạo nội dung cho riêng họ. Tháng 5 năm 2021, Bella Poarch ký một hợp đồng thu âm với Warner Records.
Ngày 14 tháng 5 năm 2021, Bella Poarch phát hành đĩa đơn ra mắt của mình, "Build a Bitch". Video âm nhạc của đĩa đơn đăng tải trên YouTube, được Billboard nhận xét là "một trải nghiệm truyện tranh táo bạo, đen tối của new-school pop", được tạo nên bởi Daniel Virgil Maisonneuve, nhạc sĩ-nhà sản xuất còn được biết đến với nghệ danh Sub Urban. Video còn có sự xuất hiện của một số nhân vật mạng xã hội như Valkyrae, Mia Khalifa, Bretman Rock và ZHC.
Trong một tập podcast của 100 Thieves "The CouRage and Nadeshot Show", Bella Poarch nói rằng bài hát nói về quá khứ bị bắt nạt của cô khi còn là một đứa trẻ. Bella Poarch nói trong tập podcast rằng cô muốn ước mơ trở thành một ca sĩ từ bé.

## Sự nghiệp quân sự
Bella Poarch là một cựu sĩ quan Hải quân Hoa Kỳ. Cô nhập ngũ vào năm 2015 và phục vụ trong vòng bốn năm, đóng quân tại Nhật Bản và Hawaii.

## Đời tư

### Hoạt động xã hội
Bella Poarch từng thể hiện sự ủng hộ của cô đối với phong trào đấu tranh chống lại nạn phân biệt chủng tộc bài châu Á một cách công khai do những tội ác thù ghét hướng đến cộng đồng người Mỹ gốc Á. Ngày 19 tháng 3 năm 2021, cô đăng tải một video lên TikTok để nói về vấn đề này và lan toả thông điệp. Bella cũng chia sẻ trải nghiệm của mình với Vogue, nói rằng cô thấy đồng cảm với tình hình này vì Bella từng bị "đối xử khác biệt" và "tấn công và công kích một cách vô cớ" khi là một thiếu nữ châu Á mới chuyển từ Philippines đến Mỹ.

### Tranh cãi
Bella Poarch từng bị chỉ trích vì để lộ hình xăm tương tự như Húc Nhật kỳ trong những video của mình. Hình xăm giống với biểu tượng của chủ nghĩa Đế quốc Nhật Bản và có thể mang ý nghĩa xúc phạm đối với một bộ phận người Đông Nam Á và Đông Á. Tháng 9 năm 2020, cô đưa ra lời xin lỗi và sửa hình xăm đó.

## Danh sách đĩa nhạc

### Đĩa đơn
| Tên                        | Năm  | Thứ hạng cao nhất | Thứ hạng cao nhất | Thứ hạng cao nhất | Thứ hạng cao nhất | Thứ hạng cao nhất | Thứ hạng cao nhất | Thứ hạng cao nhất | Thứ hạng cao nhất | Thứ hạng cao nhất | Thứ hạng cao nhất | Chứng nhận | Album                         |
| Tên                        | Năm  | US                | AUS               | CAN               | GER               | IRE               | NOR               | NLD               | NZ                | SWE               | UK                | Chứng nhận | Album                         |
| -------------------------- | ---- | ----------------- | ----------------- | ----------------- | ----------------- | ----------------- | ----------------- | ----------------- | ----------------- | ----------------- | ----------------- | ---------- | ----------------------------- |
| "Build a Bitch"            | 2021 | 56                | 28                | 28                | 86                | 23                | 25                | 78                | 24                | 65                | 30                | - MC: Gold | đĩa đơn không nằm trong album |
| "Inferno" (with Sub Urban) | 2021 | -                 | -                 | 61                | -                 | -                 | -                 | -                 | -                 | -                 | -                 |            | đĩa đơn không nằm trong album |

## Giải thưởng và đề cử
| Giải thưởng            | Năm  | Đề cử cho       | Hạng mục            | Kết quả      | CT     |
| ---------------------- | ---- | --------------- | ------------------- | ------------ | ------ |
| MTV Millennial Awards  | 2021 | Bella Poarch    | Global Creator      | Đề cử        | [ 36 ] |
| MTV Video Music Awards | 2021 | "Build a Bitch" | Best Visual Effects | Chưa công bố | [ 37 ] |